# Liste der Kulturdenkmäler in Emmelshausen
In der Liste der Kulturdenkmäler in Emmelshausen sind alle Kulturdenkmäler der rheinland-pfälzischen Stadt Emmelshausen einschließlich der Stadtteile Basselscheid und Liesenfeld aufgeführt. Grundlage ist die Denkmalliste des Landes Rheinland-Pfalz (Stand: 27. Oktober 2023).

## Denkmalzonen
| Bezeichnung              | Lage                                        | Baujahr | Beschreibung | Bild                           |
| ------------------------ | ------------------------------------------- | ------- | --- | ------------------------------ |
| Denkmalzone Hunsrückbahn | Emmelshausen, nordöstlich der Ortslage Lage | 1906–08 | Teilstück der 1906–08 errichteten Bahnstrecke zwischen den Bahnhöfen Pfalzfeld und Emmelshausen; eines der steilsten Streckenstücke der Preußischen Staatsbahn; weitere Abschnitte zu Boppard, Halsenbach und Kratzenburg | weitere Bilder Fotos hochladen |

## Einzeldenkmäler
| Bezeichnung                   | Lage                                    | Baujahr                    | Beschreibung | Bild                           |
| ----------------------------- | --------------------------------------- | -------------------------- | --- | ------------------------------ |
| Hofanlage                     | Basselscheid, Baybachstraße 8 Lage      | Mitte des 19. Jahrhunderts | Hofanlage, Mitte des 19. Jahrhunderts; Fachwerkhaus, teilweise verschiefert, Fachwerk-Scheune; bauliche Gesamtanlage                            | Fotos hochladen                |
| Katholische Kapelle St. Lucia | Basselscheid, Kapellenweg 2 Lage        | 1896                       | Backsteinsaal, bezeichnet 1896 | weitere Bilder Fotos hochladen |
| Bahnhof Emmelshausen          | Emmelshausen, Bahnhofstraße 5 Lage      | 1908                       | Bahnhof, 1908; Empfangsgebäude, teilweise Bruchstein, eineinhalbgeschossige Lager- und Verladehalle, teilweise Fachwerk, Bahnanlagen und Gleise | Fotos hochladen                |
| Wohnhaus                      | Emmelshausen, Simmerner Straße 15 Lage  | 20. Jahrhundert            | eingeschossiges holzverkleidetes Wohnhaus, 20. Jahrhundert; bauliche Gesamtanlage mit Garten                                                    | Fotos hochladen                |
| Quereinhaus                   | Liesenfeld, Rhein-Mosel-Straße 107 Lage | um 1860                    | Quereinhaus, um 1860 | Fotos hochladen                |